# محافظة العارضة
محافظة العارضة هي إحدى محافظات منطقة جازان، جنوب غرب المملكة العربية السعودية، وحاضرتها مدينة العارضة التي تبعد حوالي 60 كم شرق مدينة جيزان، ويتبع المحافظة عدد من القرى والمراكز.

## تاريخياً
إن الآثار المنتشرة في أجزاء المحافظة تدل على امتداد الحضارات القديمة إليها كحضارة قوم عاد والحميريين والسبئيين والمعينيين والحضارة الإسلامية وكذلك حكومات المخلاف السليماني والحكومات المتعاقبة على المنطقة من الأشراف الغوانم وآل قطب الدين وامتدت إليها الدولة العثمانية وبعدها المملكة الحجازية الهاشمية وضُمت إلى الحكم السعودي بعد توحيد المملكة على يد الملك عبد العزيز بن عبد الرحمن آل سعود.

## القبائل

#### قبائل المسارحة:
تُعَدّ قبيلة المسارحة من أكبر قبائل محافظة العارضة عددًا، ويُنسبون إلى قبيلة حرب، تحديدًا إلى: مسروح بن عوف بن عامر بن حرب بن سعد بن سعد بن خولان. ومن قبائلها التي تسكن المحافظة:
قبيلة الخبراية: تُعَدّ أكبر قبائل المسارحة في المحافظة عددًا وقاعدة بلادهم الجوة، ويُعرف أفرادها بـ"أهل العدوات". تشتهر بامتلاك أعداد كبيرة من الإبل مقارنةً بسائر قبائل المسارحة. يحدّ موطنها جنوبًا محافظة الحرث، وشمالًا وادي جازان والعارضة، وشرقًا قبيلة العبادل وجبل شذا، وغربًا محافظة أبو عريش.
وقبائل المسارحة الأخرى هي:
| - الفقهاء (بني الفقيهي). - البكارية. - الحوامضة. - السوادية. - العرابية. - العوامرة. - العياشة. - القحلة. - المحازرة. | - المساملة. - المعاشية. - المعايدة. - المساملة. - الكررة. - الكلبة. - العقلة. - بني واصل. - القحاطين (آل غوير). |

#### قبائل خولان:
أيضا تسكن قبائل خولانية أخرى المحافظة وهي:
| - العبادلة. - بنو حريص. - الجوابر. - بنو سفيان. - قيس. - بنو ودعان. |

## جغرافياً

### المناخ
كثرة هطول الأمطار في فصل الخريف ومعتدل شتاءً في ناحية الوسط والغرب من المحافظة، بارد شتاءً معتدل صيفاً بقية أيام السنة في الجزء الشرقي منها.

### السكان
- بلغ عدد سكان محافظة العارضة (79,730) نسمة حسب تعداد السعودية 2022، عدد السعوديين (64,914) نسمة، وعدد غير السعوديين (14,816).[12]
- بلغ عدد سكان محافظة العارضة حوالي 76,705 حسب إحصائية عام 2010م.

## اقتصادياً

### زراعياً
العارضة من المحافظات الزراعية، وأهم محاصيلها الحمرية والغرب الأبيض والبجيداء والمرسلة الصفراء والزعر الأحمر والزيدية والدخن والسمسم والدجر والقطن والباميا والباذنجان والطماطم والملوخيا. ومن أهم الفواكه هناك المانجو والموز والعنبرود والتمر الهندي والكباث والمصع والكين والنكر.

### تجارياً
يزاول سكان المحافظة العديد من الأعمال التجارية، مثل تجارة بيع الماشية وبيع الغلال والفواكه والخضار والأشجار العطرية (الكاذي والبعيثران والطروق والوزاب) وبيع الخزفيات والفخاريات والمصنوعات الجلدية.

## تعليمياً
كان التعليم بالمحافظة محدوداً، أما اليوم فقد عم التعليم أجزاء المحافظة بشقيه بنين وبنات، حيث بلغ عدد مدارس البنين (49) مدرسة، كما بلغ عدد مدارس البنات (36) مدرسة، وذلك في المراحل التعليم العام الثلاث، ويوجد بالمحافظة مركز إشراف تربوي للبنين ومندوبية لتعليم البنات.

## المراكز التابعة
- مركز قيس.
- مركز القصبة.
- مركز الحميرة.

## القرى التابعة
تتبع محافظة العارضة العديد من القرى، منها:
- الجوة
- الديمون
- الخل
- خميعه
- أبو الأثرار
- المسمعة
- السعف
- القنعة
- القناعة
- خبت البقر
- المروي
- بين الرزم
- القنابير
- بين الصبر
- روان العبيد
- الخطوة
- الخطية
- النصايب
- بردان
- الغدير
- الخالفة
- بطحان
- المصياد
- المنفوحة
- أم العظام
- ملحان الأسفل
- البطيش
- المشت الشامي
- الرخة
- الخبارة
- المبيت
- البزة
- ردحة جبلية
- المجعيرة
- الشديد
- المسقية
- أم الدود
- المراويغ
- أبو غبارة
- المسفج
- أبو النخلة
- الفراجة
- الكتيفة
- خج نبعان
- محلبة
- ثاهر الجفنة
- الشعبة
- المعرب
- المدمدمة
- المزرق
- دبيجان
- قائم المعطن
- الحنية
- البشامة
- معرمة
- النبعة
- العشوة اليمانية
- العشوة الشمالية
- المريان
- الشرقي
- المزحيتر
- الردحة
- الغاوية
- الجحيرة
- ذوات الرجلين
- الهيف الشامي
- الهيف اليمني
- القبيل
- الحريقة والرد
- الهوة
- الجبانة
- مراح الذئاب
- قائم العقم
- القصبة
- جبال العبادل
- وادي الساهية
- الروان
- الحميرة
- الحنبكة
- أم الخرق
- عرق
- دبير
- الصيّابة
- الدقيقة
- جبال بني معين
- حيال
- عوجبة
- المصبح
- القبر
- المربط
- قايم احمديني

## المواقع السياحية
هناك عدد من المواقع والمعالم السياحية بالمحافظة، من أبرزها:
- جبل سلا
- جبال قيس
- جبال العبادل (وأشهرها المَطل)
- بحيرة السد
- العيون الحارة
- جبل الدقم
- مظيلله
- أبو عودة
- الشارة
- جبل الحظ
- جبل المشرق
- جبل حمية
- قلعة أبو صمة
- قرية مدخال[17]
- وادي الهيف
- وادي العجب
- وادي جازان
- وادي الكفاف
- وادي خمران
- وادي المحاطة
- وادي الروغ[18]

## وصلات خارجية
- صحيفة العارضة الإلكترونية.
- إمارة منطقة جازان.